# Les Parapluies de Cherbourg (album)
Les Parapluies de Cherbourg från 2004 är ett album med filmmusik med Jan Lundgren Trio.

## Låtlista
1. Under Paris Skies (Hubert Giraud) – 6'43
2. Boy on a Dolphin (Hugo Friedhofer/Takis Morakis) – 5'53
3. Singin' in the Rain (Nacio Herb Brown) – 6'26
4. Theme from 'Des gens sans importance' (Joseph Kosma) – 4'45
5. I Will Wait for You (Michel Legrand) – 4'09
6. Autumn Leaves (Joseph Kosma/Jacques Prevert/Johnny Mercer) – 7'51
7. Cabin in the Sky (Vernon Duke) – 7'04
8. Laura (David Raksin) – 5'34
9. No Problem (Duke Jordan) – 6'14
10. Love is a Many Splendored Thing (Sammy Fain/Paul Francis Webster) – 6'42

## Medverkande
- Jan Lundgren – piano
- Jesper Lundgaard – bas
- Alex Riel – trummor